# جيري أوينز
جيري أوينز (بالإنجليزية: Jerry Owens)‏ هو لاعب كرة قاعدة أمريكي، ولد في 16 فبراير 1981 في هوليوود في الولايات المتحدة.

## وصلات خارجية
- جيري أوينز على موقع دوري كرة القاعدة الرئيسي (الإنجليزية)
- جيري أوينز على موقعبيزبول رفرنس.كوم (الدوري الرئيسي) (الإنجليزية)
- جيري أوينز على موقعبيزبول رفرنس.كوم (الدوري الثانوي) (الإنجليزية)
- جيري أوينز على موقع إي إس بي إن.كوم (أم.أل.بي) (الإنجليزية)
- جيري أوينز على موقع مشجعي الرسوم البيانية (الإنجليزية)